# Struthanthus oerstedii
Struthanthus oerstedii là một loài thực vật có hoa trong họ Loranthaceae. Loài này được (Oliv.) Standl. & S. Calderón miêu tả khoa học đầu tiên năm 1925.